# مونچو
رامون رودریگز خیمنز (زاده ۱۳ سپتامبر ۱۹۹۹)، که معمولاً با نام مونچو شناخته می‌شود، یک فوتبالیست حرفه ای اسپانیایی است که در پست هافبک به صورت قرضی از گرانادا در باشگاه رئال وایادولید بازی می‌کند.

## دوران باشگاهی

### بارسلونا
مونچو در پالما، مایورکا، جزایر بالئاریک به دنیا آمد و در سال ۲۰۱۲ از مایورکا به تیم جوانان باشگاه بارسلونا پیوست. پس از پیشرفت در ترکیب جوانان، او اولین بازی خود را برای بزرگسالان در ۱۵ دسامبر ۲۰۱۷ با ذخیره‌ها انجام داد و در نیمه دوم به جای اوریول بوسکتس در باخت ۳–۱ خارج از خانه مقابل کادیز در سگوندا دیویزیون به میدان رفت.
مونچو اولین بازی خود برای تیم اول را در ۸ اوت ۲۰۲۰ انجام داد و در بازی برگشت مرحله یک شانزدهم نهایی لیگ قهرمانان اروپا مقابل ناپولی از روی نیمکت به میدان آمد.

#### قرضی به خیرونا
در ۲۲ سپتامبر ۲۰۲۰، مونچو به صورت قرضی برای یک فصل، با بند خرید، به خیرونا در دسته دوم پیوست. او اولین گل خود را برای خیرونا در ۱۸ اکتبر سال جاری در پیروزی خانگی ۱–۰ مقابل رئال اویدو به ثمر رساند.

### گرانادا
در ۱۶ ژوئیه ۲۰۲۱، گرانادا اعلام کرد که مونچو را از بارسلونا به صورت انتقالی آزاد به خدمت گرفت و بارسا حق ۵۰ درصد فروش آینده و گزینه بازخرید را برای خود محفوظ می‌دارد. او اولین بازی خود را در دسته اول در ۱۶ آگوست انجام داد و در تساوی ۰–۰ خارج از خانه مقابل ویارئال شروع کرد.

#### قرضی به وایادولید
در ۱ فوریه ۲۰۲۲، مونچو برای باقی مانده فصل به رئال وایادولید در دسته دوم قرض داده شد.

## آمار باشگاهی
تا تاریخ ۱۶ ژوئیه ۲۰۲۱
| باشگاه        | فصل        | لیگ                | لیگ  | لیگ | کوپا دل ری | کوپا دل ری | اروپا | اروپا | سایر | سایر | جمع  | جمع |
| باشگاه        | فصل        | دسته               | بازی | گل  | بازی       | گل         | بازی  | گل    | بازی | گل   | بازی | گل  |
| ------------- | ---------- | ------------------ | ---- | --- | ---------- | ---------- | ----- | ----- | ---- | ---- | ---- | --- |
| بارسلونا بی   | ۲۰۱۷–۱۸    | سگوندا دیویسیون    | ۶    | ۱   | -          | -          | -     | -     | -    | -    | ۶    | ۱   |
| بارسلونا بی   | ۲۰۱۸–۱۹    | سگوندا دیویسیون بی | ۳۱   | ۲   | -          | -          | -     | -     | -    | -    | ۳۱   | ۲   |
| بارسلونا بی   | ۲۰۱۹–۲۰    | سگوندا دیویسیون بی | ۲۶   | ۸   | -          | -          | -     | -     | ۳    | ۲    | ۲۹   | ۱۰  |
| بارسلونا بی   | جمع        | جمع                | ۶۳   | ۱۱  | -          | -          | -     | -     | ۳    | ۲    | ۶۶   | ۱۳  |
| بارسلونا      | ۲۰۱۹–۲۰    | لالیگا             | ۰    | ۰   | ۰          | ۰          | ۱     | ۰     | ۰    | ۰    | ۱    | ۰   |
| خیرونا (قرضی) | ۲۰۲۰–۲۱    | سگوندا دیویسیون    | ۳۹   | ۳   | ۰          | ۰          | -     | -     | ۰    | ۰    | ۳۹   | ۳   |
| خیرونا (قرضی) | جمع        | جمع                | ۳۹   | ۳   | ۰          | ۰          | ۱     | ۰     | ۰    | ۰    | ۴۰   | ۳   |
| گرانادا       | ۲۰۲۱–۲۲    | لالیگا             | ۰    | ۰   | ۰          | ۰          | -     | -     | ۰    | ۰    | ۰    | ۰   |
| مجموع آمار    | مجموع آمار | مجموع آمار         | ۱۰۱  | ۱۴  | ۰          | ۰          | ۱     | ۰     | ۳    | ۲    | ۱۰۵  | ۱۶  |

## افتخارات
بارسلونا
- لیگ جوانان یوفا: ۲۰۱۷–۱۸[۱۱]